# Trago Seu Amor de Volta
"Trago Seu Amor de Volta" é uma canção gravada pelo cantor e drag queen brasileiro Pabllo Vittar para seu segundo álbum de estúdio Não Para Não (2018). A canção conta com a participação do cantor brasileiro Dilsinho, sendo lançada para download digital e streaming através da Sony Music Brasil como o primeiro single do álbum ao vivo I Am Pabllo em 13 de janeiro de 2022.

## Lançamento
"Trago Seu Amor de Volta" foi lançada através da Sony Music Brasil em 4 de outubro de 2018 como a sétima faixa do segundo álbum de estúdio de Vittar, Não Para Não (2018) com participação do cantor Dilsinho. Anos mais tarde, Vittar confirmou o relançamento da canção, dessa vez com uma versão ao vivo, como o primeiro single do álbum ao vivo I Am Pabllo em 13 de janeiro de 2022, em suas redes sociais. Em 13 de janeiro, Vittar revelou a capa e a data de lançamento do videoclipe. A canção foi lançada para download digital e streaming em 13 de janeiro de 2022 como o primeiro single do álbum ao vivo e seu videoclipe em 14 de janeiro de 2022.

## Apresentações ao vivo
Vittar cantou a música pela primeira vez em 5 de fevereiro de 2022 no Altas Horas. Em 10 de fevereiro, Vittar apresentou a canção no Faustão na Band.

## Videoclipe
Foi lançada a performance ao vivo da faixa feita para o álbum ao vivo I Am Pabllo em 14 de janeiro de 2022 como videoclipe da canção.

## Faixas e formatos
| Download digital / streaming |                           |         |  |
| N.º                          | Título                    | Duração |  |
| 1.                           | "Trago Seu Amor de Volta" | 2:34    |  |

## Prêmios e indicações
| Ano  | Prêmio          | Categoria       | Resultado | Ref.  |
| ---- | --------------- | --------------- | --------- | ----- |
| 2022 | MTV MIAW Brasil | Feat. Nacional  | Indicado  | [ 8 ] |
| 2022 | MTV MIAW Brasil | Hino de Karaokê | Indicado  | [ 8 ] |

## Histórico de lançamento
| Região | Data                  | Formato(s)                 | Gravadora(s) | Ref.  |
| ------ | --------------------- | -------------------------- | ------------ | ----- |
| Várias | 13 de janeiro de 2022 | Download digital streaming | Sony Music   | [ 7 ] |